# Воронцовський палац (Одеса)
Воронцо́вський пала́ц, з 1936 Палац піонерів, — пам'ятка архітектури початку XIX століття в Одесі на Приморському бульварі.

## Опис
Палац візуально витканий з поєднань прямих і склепінчастих складових, архітектор використовував контраст між великими глухими гладкими поверхнями і колонадами. У розкішних інтер'єрах, оформлених видатним скульптором і живописцем Карлом Скотті, використані прийоми романтизму. Інтер'єри палацу являють собою найкращі зразки збережених інтер'єрів Одеси епохи ампіру. Парадні кімнати першого поверху включають передню, більярдну, напівциркульну їдальню з великою відкритою терасою, що дає прекрасний вид на Одеську затоку, велика зала (з розкішними дверима, в фільонках під лазурит і бронзу, з бурштиновими ручками, привезеними сюди з царського Михайлівського палацу в Петербурзі, з каміном із дорогої мозаїки en pierres fines), бібліотеку, «кімнату манускриптів», «китайський кабінет» графині Є. К. Воронцової, «турецьку кімнату». Остання — найелегантніша, має високу стелю в «готичному стилі» у світло-зелених тонах з великою кількістю пишної позолоти. Їдальня прикрашена пілястрами коринфського ордера з напівциркульними нішами для статуй або для вазонів з квітами. Стелю їдальні прикрашає багата ліпнина. Другий поверх палацу, на якому були житлові кімнати, оформлений просто і без декоративних надмірностей.

## Історія
Побудований палац на самому краю приморського пагорба, у місці, де колись була розміщена турецька фортеця Єні-Дунья, а задовго до неї — грецький античний поліс.
«На західному кінці теперішнього Миколаївського бульвару, там, де був незначний будиночок поміщика Куликовського, граф Воронцов збудував свій прекрасний будинок» — писав історик Микола Мурзакевич у книзі «Одеська старовина». Споруджена за проектом архітектора Ф. К. Боффо в 1827 році в стилі ампір, будівля на десятиліття викликала хвилі захоплень публіки.
У 1837 році на другий день перебування в Одесі в новому палаці одним з перших побував поет В. А. Жуковський, після чого в його щоденнику з'явився лаконічний запис: «28 серпня. Прогулянка по місту. Огляд будинку графа Воронцова. Оранжереї. Медальний кабінет. Бібліотека». Мова йде про багатющу бібліотеку графа, книгами з якої користувався Пушкін ще до того, як вона зайняла спеціально відведений зал в новозбудованому палаці. Згодом книжкові збори Воронцова були даровані місцевому університету, де під назвою «Воронцовський фонд» зберігається й досі.

## Зображення
|  |  |  |

## Вислови про палац
У Російській імперії читачеві палац вперше представила відома тоді письменниця Олена Ган в повісті «Теофанія Аббіаджіо»: «На самому краю земляної кручі стоїть будинок з садом, оранжереями, терасами і красивою колонадою попереду».
- «Це велика гладка будівля, як і всі в Одесі, обштукатурена. До будинку примикають стайні, збудовані проти головного входу. Навколо будівлі розташований сад, що закінчується у бік бульвару прекрасними ґратами. Під прямим кутом до будинку міститься велике крило, що містить декілька великих кімнат» — писав англійський лікар Едвард Мортон.

Американський мандрівник Стеффенс, що повернувся з Одеси, стверджував, що палац «за орнаментом й обробкою всередині значно вище за таких в Італії».
- «Оранжерея, оточена галереєю, є одним з прекрасних місць палацу» — писав польський письменник Юзеф Крашевський. Кожен розповідав про палац згідно зі своїми смаками.

Минулі десятиліття «прихопили» з собою і боковий флігель палацу, про який написав Мортон, а сьогодні нагадує лише контур замурованих дверних отворів, що проступають крізь штукатурку глухої торцевої стіни палацу, і Воронцовський фонтан, про яке вже ніщо не нагадує, і барвисті чавунні металеві ґрати, відлиті відомим петербургським майстром Черльзом Бердом і відправлені на металобрухт в 1950-х роках.

## Кримська війна

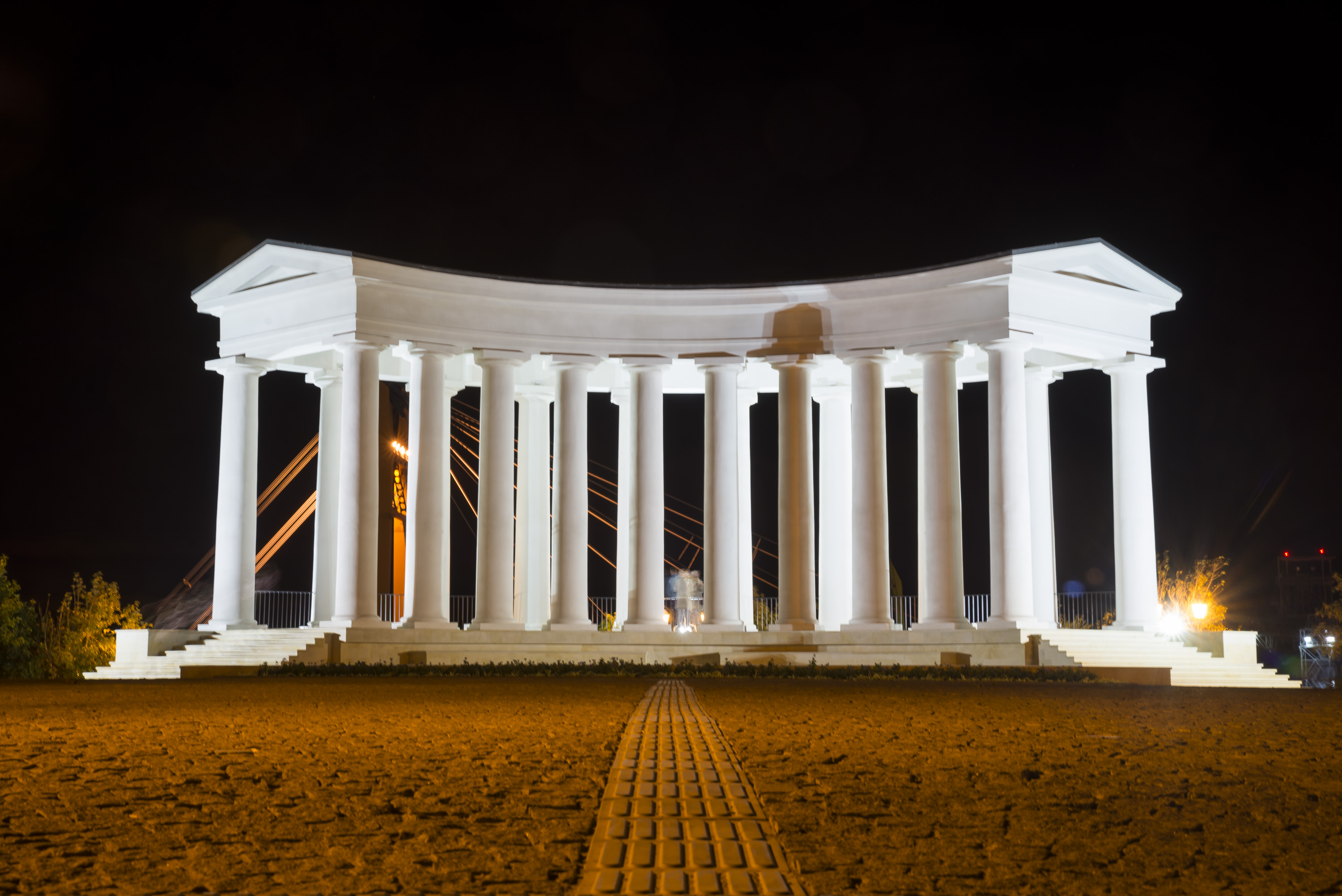
Колонада перед палацом

10 квітня 1854 спільна англо-французька ескадра бомбардувала Одесу. Палац стояв на пагорбі, і судна ескадри пристрілювалися саме по ньому. За один день будівля була сильно зруйнована.
Про цей день сьогодні нагадує ядро в цоколі пам'ятника дюку Рішельє і старовинна чавунна гармата з англійського фрегату, що сів на мілину, на Приморському бульварі.
«Кроме пожженных судов, многие дома бульварные потерпели от ядер, так: в дом и сад князя Воронцова попало до 200 ядер»(рос.), — писав Микола Мурзакевич. Одне з них і тепер можна побачити в стіні нинішнього балетного класу на першому поверсі палацу.
Коли Воронцов дізнався про бомбардування Одеси, то написав «надійно укрити рідкісні книги», які вважав головним скарбом палацу.

## Громадянська війна
4 березня 1917 року «Робітничий комітет із створення Ради» звернувся із закликом до одеських робітників: «Покладемо нашій розпиленості, нашій роздрібненості — причинах нашої слабкості, — зорганізуємось по фабриках, заводах і майстернях і загальними дружними зусиллями всієї робітничої сім'ї міста Одеси створимо свою Раду робітничих депутатів». Через два дні над Воронцовським палацом був піднятий червоний прапор Одеського Раддепу. Тут майже щодня проходили засідання, на яких обговорювали питання «моменту», сюди приходили депутації, біля палацу влаштовували мітинги і демонстрації.
У палаці також розташовувався штаб Червоної гвардії, що, природно, негативно відобразилося на обстановці палацу.
- «На одній із центральних вулиць міста розміщувався гарний особняк, в якому раніше проживав генерал-губернатор, тепер тут біля дверей, спершись на гвинтівку, стояв вартовий. На балконі будівлі, ніби вдивляючись уздовж вулиці, застиг кулемет» — Л. Ленський, повість «Школа ненависті».

Воронцовський палац у дні січневих подій 1918 року виникає в романі Валентина Катаєва «Зимовий вітер»:
- «Гаврік невесело посміхнувся. Він подумав про те, що навколо було багато пам'ятників — як на кладовищі! — знаменитих будівель, палаців: хоч би той же Воронцовський, в найвіддаленішому кінці бульвару з своєю відомою напівциркульною античною ротондою з сімома білосніжними колонами (насправді 10 колон) на димному фоні Пересипу. Це було його місто, і він тепер бився в ньому за Радянську владу».

## Шаховий клуб
- У 1932 році на сеансі одночасної гри, яку провів в палаці тодішній чемпіон світу по шахах кубинець Хосе Рауль Капабланка, Муля Котлерман виграв у чемпіона партію[1].

- «В Палаці піонерів були створені умови для гри юних шахістів і шашкістів. Першими вагомими успіхами одеситів стала перемога команди юнаків в першості СРСР в 1936 р. і завоювання Цилею Фрід звання чемпіонки країни серед дівчат в 1938 році. Ці події викликали підвищений інтерес до шахів і шашок. Батьки приводили в Палац своїх дітей. Запам'ятався 1937 рік — останній рік моїх відвідин Палацу. Поступила велика група дітей і серед них опинилися двоє особливо талановиті. Це 12-річні Сара Слободяник і Фіма Геллер. Хоча я спогади пишу про Геллер, коротко (сподіваюся, комусь буде цікаво) скажу про Сару. Вона грала тільки з хлопчиками і ні в чому їм не поступалася: ні у грі, ні в „шаховому дзвоні“. Через рік вона стала чемпіонкою Одеси, а в 14 років виграла чемпіонат України серед жінок. На жаль, вона загинула в евакуації» — Роман Васильовський[2].

- «Ось наш Палац Піонерів. Його, на щастя, недавно пофарбували, хоча робіт по ремонту ще багато. У цьому Палаці піонерів я був і учнем і вчителем. Свого часу я ходив в шаховий гурток. Тут отримав свій п'ятий розряд. Тут я вчився розуму у Самуїла Мутовіча Котлермана, який вивчив ціле покоління одеських шахістів, серед яких були й міжнародні гросмейстери з високими рейтингами. Я такого великого успіху не досяг, але теж догрався до першого розряду. Адже я в школі сидів поряд з чемпіоном світу по шахах… Я якось про це сказав під час гри „Що? Де? Коли?“, коли гостем гри був Гарік Каспаров. Він замислився буквально на секунду, очі забігали, і раптом спокійно так відчитав: „А… Семен Палатник. Міжнародний гросмейстер. Народився, як і ви, в Одесі. Був чемпіоном світу серед студентів і в команді. Але і правда — він справжнісінький чемпіон“». — Борис Бурда[3].

## Палац піонерів
Палац піонерів був урочисто відкритий 31 грудня 1936 року. Потім, в 1941-му, Палацу піонерів довелося разом з містом пережити ті дні, які нагадують про себе розповіддю:
- «Раптово ударив дзвін гучного бою — сигнал повітряної тривоги, — писав в повісті „Скіф“ прибулий в оточену Одесу військовий кореспондент Сергій Бондарін, — два бомбардувальники летіли над добре мені знайомим куполом. Це був купол Оперного театру. Трійка бомбардувальників наближалася з боку Воронцовського палацу». Після війни Палацу піонерів присвоєно ім'я зв'язкового радянського підпілля Яши Гордієнко.

## Сучасність
Зараз піонери стали не потрібні, і палац офіційно політично нейтрально віддали українським чиновникам, залишивши гуртки дитячої творчості.
У травні 2022 року палац був пошкоджений російським ракетним обстрілом.